# Stazione meteorologica di Decimomannu Aeroporto
La stazione meteorologica di Decimomannu Aeroporto (in sardo: Istazione meteoròlogica de Deximumannu Aeroportu) è la stazione meteorologica di riferimento per il servizio meteorologico dell'Aeronautica Militare e per l'Organizzazione meteorologica mondiale, relativa alla località di Decimomannu e all'area del Campidano meridionale.

## Caratteristiche
La stazione meteorologica si trova nell'Italia insulare, in Sardegna, nella città metropolitana di Cagliari, nel comune di Decimomannu, presso l'aeroporto militare, a 28 metri s.l.m. e alle coordinate geografiche 39°20′38.28″N 8°58′14.52″E.
Dal febbraio 2012 è stato trasferito anche il servizio dei radiosondaggi che precedentemente venivano effettuati presso la stazione meteorologica di Cagliari Elmas.

## Medie climatiche ufficiali

### Dati climatologici 1971-2000
In base alle medie climatiche del periodo 1971-2000, la temperatura media del mese più freddo, gennaio, è di +9,3 °C, mentre quella del mese più caldo, agosto, è di +25,5 °C; mediamente si contano 8 giorni di gelo all'anno e 65 giorni con temperatura massima uguale o superiore ai +30 °C. I valori estremi di temperatura registrati nel medesimo trentennio sono i -5,0 °C del dicembre 1973 e del febbraio 1999 e i +44,0 °C del luglio 1983.
Le precipitazioni medie annue si attestano a 512 mm, mediamente distribuite in 67 giorni di pioggia, con minimo in estate e picco massimo in autunno.
L'umidità relativa media annua fa registrare il valore di 70,6 % con minimo di 61 % a luglio e massimo di 79 % a dicembre; mediamente si contano 28 giorni di nebbia all'anno.
Di seguito è riportata la tabella con le medie climatiche e i valori massimi e minimi assoluti registrati nel trantennio 1971-2000 e pubblicati nell'Atlante Climatico d'Italia del Servizio meteorologico dell'Aeronautica Militare relativo al medesimo trentennio.
| Decimomannu Aeroporto (1971-2000) | Mesi        | Mesi        | Mesi        | Mesi        | Mesi        | Mesi        | Mesi        | Mesi        | Mesi        | Mesi        | Mesi        | Mesi        | Stagioni | Stagioni | Stagioni | Stagioni | Anno  |
| Decimomannu Aeroporto (1971-2000) | Gen         | Feb         | Mar         | Apr         | Mag         | Giu         | Lug         | Ago         | Set         | Ott         | Nov         | Dic         | Inv      | Pri      | Est      | Aut      | Anno  |
| --------------------------------- | ----------- | ----------- | ----------- | ----------- | ----------- | ----------- | ----------- | ----------- | ----------- | ----------- | ----------- | ----------- | -------- | -------- | -------- | -------- | ----- |
| T. max. media (°C)                | 14,1        | 14,6        | 16,5        | 19,2        | 23,8        | 28,2        | 31,8        | 32,1        | 28,4        | 23,3        | 18,1        | 15,2        | 14,6     | 19,8     | 30,7     | 23,3     | 22,1  |
| T. min. media (°C)                | 4,4         | 4,7         | 5,7         | 7,6         | 11,2        | 15,0        | 18,0        | 18,9        | 16,4        | 13,0        | 8,5         | 5,6         | 4,9      | 8,2      | 17,3     | 12,6     | 10,8  |
| T. max. assoluta (°C)             | 20,4 (1979) | 22,6 (1978) | 27,2 (1994) | 27,6 (1992) | 36,4 (1994) | 43,8 (1982) | 44,0 (1983) | 42,2 (1971) | 36,8 (1987) | 32,4 (1999) | 26,6 (1999) | 22,6 (1989) | 22,6     | 36,4     | 44,0     | 36,8     | 44,0  |
| T. min. assoluta (°C)             | −4,6 (1981) | −5,0 (1999) | −2,0 (1973) | −1,6 (1995) | 2,8 (1977)  | 6,8 (1984)  | 10,4 (1974) | 10,8 (1972) | 6,8 (1971)  | 3,4 (1974)  | −4,0 (1998) | −5,0 (1973) | −5,0     | −2,0     | 6,8      | −4,0     | −5,0  |
| Giorni di calura (Tmax ≥ 30 °C)   | 0           | 0           | 0           | 0           | 1           | 8           | 23          | 24          | 9           | 0           | 0           | 0           | 0        | 1        | 55       | 9        | 65    |
| Giorni di gelo (Tmin ≤ 0 °C)      | 3           | 2           | 1           | 0           | 0           | 0           | 0           | 0           | 0           | 0           | 0           | 2           | 7        | 1        | 0        | 0        | 8     |
| Precipitazioni (mm)               | 44,1        | 61,5        | 51,8        | 51,4        | 27,2        | 17,5        | 4,0         | 10,5        | 39,2        | 58,2        | 90,1        | 56,6        | 162,2    | 130,4    | 32,0     | 187,5    | 512,1 |
| Giorni di pioggia                 | 7           | 8           | 8           | 8           | 5           | 2           | 1           | 1           | 4           | 7           | 8           | 8           | 23       | 21       | 4        | 19       | 67    |
| Giorni di nebbia                  | 3           | 3           | 3           | 3           | 3           | 1           | 1           | 1           | 1           | 2           | 3           | 4           | 10       | 9        | 3        | 6        | 28    |
| Umidità relativa media (%)        | 77          | 75          | 72          | 70          | 67          | 64          | 61          | 63          | 68          | 73          | 78          | 79          | 77       | 69,7     | 62,7     | 73       | 70,6  |

### Dati climatologici 1961-1990
In base alla media trentennale di riferimento (1961-1990) per l'Organizzazione meteorologica mondiale, la temperatura media del mese più freddo, gennaio, si attesta a +9,3 °C; quella del mese più caldo, agosto, è di +24,9 °C. Nel medesimo trentennio, la temperatura minima assoluta ha toccato i -5,0 °C nel dicembre 1973 (media delle minime assolute annue di -2,5 °C), mentre la massima assoluta ha fatto registrare i +44,0 °C nel luglio 1983 (media delle massime assolute annue di +39,0 °C).
La nuvolosità media annua si attesta a 3,6 okta, con minimo di 1,4 okta a luglio e massimo di 4,8 okta a febbraio.
Le precipitazioni medie annue sono inferiori ai 500 mm, distribuite mediamente in 68 giorni, con minimo in primavera-estate e picco autunnale.
L'umidità relativa media annua fa registrare il valore di 71,1 % con minimo di 62 % a luglio e massimo di 80 % a dicembre.
| Decimomannu Aeroporto (1961-1990) | Mesi        | Mesi        | Mesi        | Mesi        | Mesi        | Mesi        | Mesi        | Mesi        | Mesi        | Mesi        | Mesi        | Mesi        | Stagioni | Stagioni | Stagioni | Stagioni | Anno  |
| Decimomannu Aeroporto (1961-1990) | Gen         | Feb         | Mar         | Apr         | Mag         | Giu         | Lug         | Ago         | Set         | Ott         | Nov         | Dic         | Inv      | Pri      | Est      | Aut      | Anno  |
| --------------------------------- | ----------- | ----------- | ----------- | ----------- | ----------- | ----------- | ----------- | ----------- | ----------- | ----------- | ----------- | ----------- | -------- | -------- | -------- | -------- | ----- |
| T. max. media (°C)                | 14,0        | 14,6        | 16,3        | 19,2        | 23,7        | 28,1        | 31,6        | 31,4        | 28,1        | 23,4        | 18,3        | 15,0        | 14,5     | 19,7     | 30,4     | 23,3     | 22,0  |
| T. min. media (°C)                | 4,5         | 5,0         | 5,9         | 7,5         | 10,8        | 14,7        | 17,6        | 18,3        | 16,1        | 12,7        | 8,5         | 5,8         | 5,1      | 8,1      | 16,9     | 12,4     | 10,6  |
| T. max. assoluta (°C)             | 22,7 (1965) | 24,4 (1966) | 25,2 (1981) | 27,6 (1987) | 34,0 (1962) | 43,8 (1982) | 44,0 (1983) | 42,2 (1971) | 37,2 (1970) | 32,4 (1981) | 28,0 (1963) | 22,6 (1989) | 24,4     | 34,0     | 44,0     | 37,2     | 44,0  |
| T. min. assoluta (°C)             | −4,6 (1981) | −3,8 (1964) | −3,0 (1963) | −0,6 (1973) | 2,8 (1977)  | 6,4 (1967)  | 10,4 (1974) | 10,8 (1972) | 6,8 (1971)  | 0,0 (1965)  | −1,2 (1975) | −5,0 (1973) | −5,0     | −3,0     | 6,4      | −1,2     | −5,0  |
| Nuvolosità (okta al giorno)       | 4,4         | 4,8         | 4,6         | 4,2         | 3,5         | 2,9         | 1,4         | 1,7         | 2,9         | 3,7         | 4,2         | 4,6         | 4,6      | 4,1      | 2,0      | 3,6      | 3,6   |
| Precipitazioni (mm)               | 47,7        | 65,7        | 51,8        | 46,8        | 24,2        | 11,3        | 3,2         | 14,2        | 37,3        | 54,4        | 65,7        | 61,2        | 174,6    | 122,8    | 28,7     | 157,4    | 483,5 |
| Giorni di pioggia                 | 8           | 9           | 8           | 7           | 4           | 2           | 1           | 1           | 4           | 6           | 9           | 9           | 26       | 19       | 4        | 19       | 68    |
| Umidità relativa media (%)        | 78          | 75          | 72          | 70          | 68          | 64          | 62          | 64          | 69          | 73          | 78          | 80          | 77,7     | 70       | 63,3     | 73,3     | 71,1  |

## Valori estremi

### Temperature estreme mensili dal 1961 ad oggi
Nella tabella sottostante sono riportate le temperature massime e minime assolute mensili, stagionali ed annuali dal 1961 ad oggi, con il relativo anno in cui si queste si sono registrate. La massima assoluta del periodo esaminato di +46,8 °C è del luglio 2023, mentre la minima assoluta di -5,0 °C risale al dicembre 1973 e del febbraio 1999.
| Decimomannu Aeroporto (1961-2024) | Mesi        | Mesi        | Mesi        | Mesi        | Mesi        | Mesi        | Mesi        | Mesi        | Mesi        | Mesi        | Mesi        | Mesi        | Stagioni | Stagioni | Stagioni | Stagioni | Anno |
| Decimomannu Aeroporto (1961-2024) | Gen         | Feb         | Mar         | Apr         | Mag         | Giu         | Lug         | Ago         | Set         | Ott         | Nov         | Dic         | Inv      | Pri      | Est      | Aut      | Anno |
| --------------------------------- | ----------- | ----------- | ----------- | ----------- | ----------- | ----------- | ----------- | ----------- | ----------- | ----------- | ----------- | ----------- | -------- | -------- | -------- | -------- | ---- |
| T. max. assoluta (°C)             | 22,7 (1965) | 24,4 (1966) | 31,8 (2001) | 30,4 (2024) | 38,4 (2015) | 43,8 (1982) | 46,8 (2023) | 42,4 (2017) | 39,6 (2008) | 34,4 (2023) | 28,2 (2016) | 24,8 (2010) | 24,8     | 38,4     | 46,8     | 39,6     | 46,8 |
| T. min. assoluta (°C)             | −4,6 (1981) | −5,0 (1999) | −3,0 (1963) | −1,6 (1995) | 2,8 (1974)  | 6,4 (1967)  | 10,4 (1973) | 10,8 (1972) | 6,8 (1971)  | 2,6 (1970)  | −4,0 (1998) | −5,0 (1973) | −5,0     | −3,0     | 6,4      | −4,0     | −5,0 |